# Иваненков, Сергей Петрович
Серге́й Петро́вич Иване́нков (род. 28 октября 1956, Быхово) — российский философ

. Доктор философских наук, профессор СПбГИПСР; главный редактор теоретического журнала «Credo». Член Президиума Российского философского общества с 1999 года.

## Биография
В 1976 году с отличием окончил Брянский строительный техникум (Ленинский стипендиат), в 1981 с отличием — философский факультет МГУ, в 1984 — аспирантуру того же факультета.
С 1997 года — главный редактор теоретического журнала «Credo».
В 1998 году участвовал в работе ХХ-го Всемирного философского конгресса в г. Бостоне (США)
В СПбГИПСР читает курсы «Социальная работа с молодежью», «Психолого-социальная работа с молодежью», «Политология», «Современная философия и методология науки», «Социальная философия», «Социальная культура».

## Научная деятельность
В 1985 году в МГУ имени М. В. Ломоносова под руководством профессора В. А. Вазюлина защитил кандидатскую диссертацию («Методологические проблемы социального предвидения в советской философской литературе 70-х годов»), в 1999 году в МГУ имени М. В. Ломоносова — докторскую диссертацию («Социализация молодежи в современных условиях»). Профессор (2004).
Иваненков развивает идею о принципиальном отличии прогнозирования и предвидения (как способов познания процессов функционирования и развития), что предполагает четкое различение простого и сложного будущего. Простое будущее эволюционирует из прошлого и настоящего, представляя собой линеарную и кумулятивную экстраполяцию прежних характеристик объекта на его будущий облик. Сложное будущее содержит такие характеристики объекта, которые принципиально отсутствуют в его прежнем качестве. Применение этой идеи к проблемам социализации молодежи позволяет понять молодежь как воплощение социального времени, как будущее. Актуально существующая молодежь есть потенциальное «взрослое» общество. Бытийное и логическое противоречие этого сообщества заключено в том, что оно только потенциально есть общество, и социальные характеристики присущи ему в зачаточной и развивающейся форме; одновременно это есть сообщество с реальными объективно присущими и уже ныне реализующимися свойствами. Развивает концепцию формирования в современности исторически новой формы вторичной социализации молодежи — государственной молодежной политики, как инновационной формы социализации молодежи. Продолжает исследование творчества М.Пришвина.

### Избранные труды
Монографии
- Возможности самореализации молодежи в условиях социальных трансформаций (по материалам социологического исследования в Оренбургской области)" / Иваненков С. П., Кусжанова А. Ж. — Оренбург, 2012.— 121 с.
- Проблемы социализации современной молодежи. (Основные тенденции и перспективы развития). — Изд-во Lambert Akademic Publishing, 2011
- Досуг современной молодежи : по материалам социологического исследования / С. П. Иваненков, М. К. Селезнева, Е. С. Берковченко; под ред. С. П. Иваненкова. — СПб., 2014. - 120 с.
- Теория и практика повышения социальной активности молодежи: монография / А. В. Кострикин, С. П. Иваненков. — СПб.: ФГБОУВПО «СПГУТД», 2013. — 174 с.
- Молодежь Оренбуржья: динамика позиций / Иваненков С. П., Кусжанова А. Ж. — Оренбург, ОМИЦ, 2014—144 стр.
- Иваненков С. П. Социальные проблемы мегаполиса: мнение петербуржцев. — СПб: Архей, 2015 — 179с.
- Молодежь и государство: инновационные подходы(на материалах Оренбургской области)/  Иваненков С.П., Кусжанова А.Ж. -  Оренбург, 2009 (2 -е  изд.) - 440 стр.
- Оренбургский прецедент: государство и молодежь / Иваненков С.П., Кусжанова А.Ж. -  — СПб: Архей, 2015 — 398 стр.
- Так закалялась сталь. История одной первички в эпоху Перестройки. / Иваненков С.П., Кусжанова А.Ж. - СПб: "НПО ПБ АС", 2018 - 316 стр.
- Рождённая будущим / Иваненков С.П., Кусжанова А.Ж. — СПб: Издательство  "Радуга", 2020  — 586 стр.

Статьи, рецензии, доклады
- Социализация молодежи: проблемы и перспективы. — Оренбург, 1993;
- Молодежь и перспективы развития молодежной политики. — Оренбург, 1993
- Социализация молодежи и перспективы развития образования // «Россия-XXI», М., 1995. № 9-10.
- Молодежь Оренбуржья: вызовы развития (концепция реализации ГМП в Оренбургской области). Оренбург, 1995
- Традиция и образование в модернизационном потенциале современного японского общества // Россия-XXI. М., 1995. № 3-4.
- Исторические вехи российского менталитета // Человек: грани философской рефлексии. М., 1996.
- Социальное время и социализация молодежи // Credo. 1997. № 2. Оренбург, 1997
- М. М. Пришвин: бремя мира и личности // Credo. 1997. № 4. Оренбург, 1997
- Молодежь и политика // Социология власти. 1997. № 4-5. М., РАГС, 1998.
- Социализация молодежи как ресурс регионального развития. Оренбург, 1998.
- Молодежь и государственная молодежная политика // Credo. 1998. № 3. Оренбург, 1998
- Государство и социальная защита молодежи // Социология власти. 1998. № 4-5. М., РАГС, 1998.
- Проблемы социализации современной молодежи. Оренбург, 1999.
- «Вехи» и проблемы взаимодействия молодежи, общества и государства в России в XX и XXI веке. // Сборник «Вехи» в контексте русской культуры. -  М., Наука, 2007, стр. 258-263

## Награды и признание
- Почётный работник сферы молодёжной политики РФ
- Кавалер ордена «Золотых пифий» IV степени Международной академии исследований будущего (IFRA)
- Почетные грамоты Президиума Российского философского общества
- «Вторая навигация» Санкт-Петербургского философского общества
- Почётная грамота Таможенного комитета РФ
- почётное звание «Ветерана труда»
- юбилейная медаль «130 лет С. М. Кирову» (2016).
- Почетный орден «100 лет Ленинскому комсомолу» (2018)